# Davidiella ornithogali
Davidiella ornithogali är en svampart som först beskrevs av J.E. Jacques, och fick sitt nu gällande namn av Crous & U. Braun 2003. Davidiella ornithogali ingår i släktet Davidiella och familjen Davidiellaceae.   Inga underarter finns listade i Catalogue of Life.